# Düzcespor
Il Düzcespor è una società calcistica turca fondata nel 1967. I suoi colori sono rosso-blu scuro e rappresentano la provincia di Düzce. Il club è attualmente nella TFF 3. Lig, il quarto livello del campionato turco di calcio.

## Storia
Il club è stato fondato nel 1967. E nel primo anno della sua fondazione è riuscito a diventare il campione della 3ª Lega TFF, che è stata organizzata per la prima volta. Il presidente onorario del club è Aziz Yıldırım.
Il Düzcespor ha combattuto per molti anni nella 2a lega TFF e nella 3a lega TFF. Il club si è ritirato dalla TFF 2nd League a causa del terremoto di Düzce del 1999. A causa di questo terremoto, non è riuscito a recuperare il ritardo rispetto alle prestazioni precedenti ed è caduto nel campionato dilettantistico.
Il Düzcespor ha ripreso a giocare nei campionati professionistici nel 2015 dopo una lunga pausa. Nel 2022 è stato promosso alla TFF 2nd League come campione della TFF 3rd League.

## Risultati
3. Lega
Campionato (4) : 1967-68, 1976-77, 1993-94, 2021-2022
Finale Play Off (1): 2017-18
Secondo (1): 1998-99
Lega Dilettanti Regionale
Campionato (1): 2014-15

## Sfide di Campionato
- TFF 1. Lega : 20 stagioni

1968-1970, 1977-1989, 1994-1998, 1999-2001
- TFF 2. Lega : 15 stagioni

1967-1968, 1970-1977, 1989-1994, 1998-1999, 2022-2024
- TFF 3. Lega : 11 stagioni

2001-2003, 2008-2010, 2015-2022, 2024-
- Lega Dilettanti Regionale : 3 stagioni

2010-2012, 2014-2015
- Campionato Dilettanti : 7 stagioni

2003-2008, 2012-2014

## Palmarès

### Competizioni nazionali
- TFF 3. Lig: 4

1967-1968, 1976-1977, 1993-1994, 2021-2022

### Competizioni regionali
- Bölgesel Amatör Lig: 1

2014-2015